# عبد الله بن عمار البارقي
أبي الوليد عبد الله بن عمار بن عبد يغوث بن جاهمة بن الحارث البارقي (19 ق هـ - 61 هـ / 604 - 681م) :  صحابي، محدّث، روى عنه التابعون أحاديث عن وقعة صفين.أحد الأشراف الأعيان، من بيت وجاهة ورياسة، كان جده (عبد يغوث) أحد الأشراف السادة في الجاهلية، وعمه (الحارث بن عبد يغوث) من أشراف العرب في الجاهلية.نزل الكوفة في خلافة عمر بن الخطاب، وكان قد شهد هو وقومه معارك تحرير العراق وهم طليعة جيش سعد بن أبي وقاص من المدينة إلى العراق،قال الطبري: «خرج سعد بن أبي وقاص من المدينة قاصدا العراق في أربعة آلاف، ثلاثة ممن قدم عليه من اليمن والسراة وعلى أهل السروات حميضة بن النعمان بن حميضة البارقي وهم بارق».
كان عبد الله بن عمار من أصحاب أمير المؤمنين علي بن ابي طالب، قاتل أيام الجمل وصفين إلى جانب علي.شهد يوم كربلاء وهو ابن بِضْع وسبعين عاماً، وفي حضوره روى الزبير بن بكار عن المدائني:«قال عبد الله بن عمار بن عبد يغوث: ما رأيت مكثورا قط أربط جأشا من الحسين  قتل ولده وجميع أصحابه حوله، وأحاطت الكتائب به، فو الله لكان يشدّ عليهم، فينكشفوا عنه اِنكشاف المعز شدّ عليها الأسد، فمكث مليا من النهار والناس يدافعون، ويكرهون الإقدام عليه. فصاح بهم شمر بن ذي الجوشن: ثكلتكم أمكم، ما تنظرون بالرجل؟ فاقدموا عليه. وكان أول من إنتهى إليه زرعة بن شريك التميمي، فضرب كفه اليسرى، فضرب الحسين، فطعنه، فسقط، وقد أثبته الجراح. فقال الخولي بن يزيد: احتز رأسه، فأكبّ عليه، فأرعد. فقال له سنان بني مالك: أبان الله يدك، فنزل فاحتزّ رأسه».وذكر ابن الكردبوس نحو ذلك قائلاً: «قال بن عبد يغوث: رأيت الحسين  واقفا عليه قميص من خز وهو معتم، وكان يخضب بالوسمة؛ فما رأيت رجلاً أربط منه جأشاً، والله إن كانت الرجال لتنكشف عن يمينه وشماله انكشاف الغنم إذا شد فيها الذئب فإنه لكذلك، إذ خرجت أخته زينب بنت فاطمة بنت رسول الله ﷺ، وكأني أنظر إليها وقرطها تجولان بين أذنيها وعنقها، وهي تقول: ليت السماء انطبقت على الأرض».
قيل: مال إلى بني أمية وشهد واقعة كربلاء وكان قائد الرمّاحة، وفي ذلك قال أبو مخنف:«عٌتب عَلَى عَبْد اللَّهِ بن عمار بعد ذلك مشهده قتل الحسين، فقال عبد الله بن عمار: إن لي عندي بني هاشم ليدا، قلنا له: وما يدك عندهم؟ قَالَ: حملت على حسين بالرمح فانتهيت إليه، فو الله لو شئت لطعنته، ثُمَّ انصرفت عنه غير بعيد، وقلت: مَا أصنع بأن أتولى قتله! يقتله غيري».

## نسبه
- هو: عبد الله بن عمار بن عبد يغوث بن جاهمةَ بن الحارث بن عوف بن عمرو بن سعد بن ثعلبةَ بن كنانة ينتهي نسبه إلى بارق بن حارثة بن عمرو مزيقياء بن عامر ماء السماء بن حارثة الغطريف بن امريء القيس بن ثعلبة بن مازن بن الأزد بن سبأ بن يشجب بن يعرب بن قحطان.[6]
- عمه: الحارث بن يغوث بن جاهمةَ بن الحارث البارقي: من أشراف العرب السادة في الجاهلية.[23][24]
- ابن عمه: الحارث بن الحارث بن يغوث البارقي (نحو 40 ق هـ - 20 هـ): من رؤساء العرب، انتدبه عمر بن الخطاب مع حميضة البارقي لتحرير العراق، فشهد معركة القادسية سنة 15 هـ.[25]ذكره المدائني وسيف بن عمر في أمراء سعد بن أبي وقاص.[26][27]
- ابن عمه: حيان بن الحارث بن يغوث البارقي (نحو 20 ق هـ - 61 هـ): أدرك الإسلام ولم يلتق بالنبي ﷺ، من الفرسان الشجعان،[28][29] شهد هو وقومه فتوح العراق في خلافة عمر بن الخطاب، فنزل الكوفة. ولما آلت الخلافة إلى علي بن أبي طالب، شهد هو وبنوه حروبه،[30] وكان معه يوم النهروان في قتال الخوارج، وفي ذلك قال الخطيب البغدادي: «حيان بْن الحارث أَبُو عقيل الكوفي: شهد مَعَ علي بْن أَبِي طالب حرب الخوارج بالنهروان»،[31] وقال شبيب بن غرقدة البارقي: «عن حيان، قال: أهللنا مع علي، فسار بنا إلى النهروان»،[32] كما شهد ابنه قرة بن حيان حرب الخوارج، وفي ذلك قال التابعي المشهور إبراهيم النخعي: «عَنْ قُرَّةَ بْنِ حَيَّانَ بْنِ الْحَارِثِ، قَالَ: «تَسَحَّرْنَا مَعَ عَلِيِّ بْنِ أَبِي طَالِبٍ رَضِيَ اللهُ عَنْهُ، فَلَمَّا فَرَغَ مِنَ السُّحُورِ، أَمَرَ الْمُؤَذِّنَ، فَأَقَامَ الصَّلَاةَ».[33]يحدث عن: الخليفة علي بن أبي طالب،[34][35] وجندب الأزدي المقتول في وقعة صفين.[36] وعنه يحدث: الصحابي الجليل عروة بن الجعد البارقي،[37] وشبيب بن غرقدة البارقي.[38]
- ابنه: علي بن عبد الله بن عمار بن يغوث البارقي (نحو 1 ق هـ - 91 هـ): مختلف في صحبته،[39]وذكره العجلي في كبار ثقات التابعين.[40]أدرك زمن النبوة، ورأى ثلاثين من أصحاب الرسول ﷺ ينهون عن الربا، منهم معاذ بن جبل، وفي ذلك قال مجاهد: «عَنْ أَبِي عَبْدِ اللهِ، قَالَ : رَأَيْتُ ثَلَاثِينَ مِنْ أَصْحَابِ النَّبِيِّ ﷺ كُلُّهُمْ يَنْهَى عَنِ الصَّرْفِ، مِنْهُمْ مُعَاذُ بْنُ جَبَلٍ ».[41]وكان أحد أصحاب عبد الله بن عمر بن الخطاب الذين يقرئون ويفتون،[42] يكنى أبا عبد الله، وكان ابن عمر يقول خذو عنه، وفي ذلك مسلم بن يسار يقول:«عن أبي عبد الله رجل من أصحاب النبي ﷺ – كان ابن عمر يأمرنا أن نأخذ عنه، وقال: هو عالم، فخذوا عنه».[43][44][45]وكان فقيها واسع العلم بالقرآن، متعبدا، ناسكا، وفيه يقول مجاهد بن جبر: «كان علي الأزدي يختم القرآن في رمضان في كل ليلة».[46]
- حفيده: الحجاج بن علي بن عبد الله بن عمار البارقي (نحو 45 هـ - 130 هـ): شيخ من رواة الأخبار،[47][48][49] يحدث عن: جده عبد الله بن عمار،[50] وسراقة البارقي،[51]ومحمد بن بشر الهمداني.[52] أدركه أبو مخنف وروى عنه: أخبار صفين،[53]وأخبار الكوفة بعد وفاة معاوية،[54] ومقتل الحسين بن علي،[55]وخبر المختار الثقفي مع سراقة البارقي.[56]